# Михайловская, Наталья Александровна
Наталья Александровна Михайловская (род. 20 ноября 1975) — российская легкоатлетка, специалистка по бегу на короткие дистанции. Выступала на профессиональном уровне в 1998—2008 годах, чемпионка России в эстафете 4 × 100 метров, победительница и призёрка первенств всероссийского значения, участница чемпионата мира в помещении в Лиссабоне. Представляла Свердловскую область. Мастер спорта России международного класса.

## Биография
Наталья Михайловская родилась 20 ноября 1975 года. Занималась лёгкой атлетикой в Свердловской области, проходила подготовку под руководством тренеров Л. Н. Комягиной, Г. Н. Быкони, Р. Б. Табабилова.
Впервые заявила о себе в сезоне 1998 года, когда выступила на чемпионате России в Москве и одержала победу на соревнованиях в Новокузнецке.
В 1999 году победила на Кубке спортивного клуба «Луч» в Екатеринбурге, стартовала на зимнем чемпионате России в Москве.
В 2000 году на зимнем чемпионате России в Волгограде с командой Свердловской области выиграла эстафету 4 × 200 метров.
В 2001 году на зимнем чемпионате России в Москве взяла бронзу в беге на 60 метров и получила серебро в беге на 200 метров. Благодаря череде удачных выступлений вошла в основной состав российской сборной и удостоилась права защищать честь страны на чемпионате мира в помещении в Лиссабоне — на предварительном квалификационном этапе 200-метровой дисциплины показала результат 23,79, чего оказалось недостаточно для выхода в полуфинальную стадию. На летнем чемпионате России в Туле одержала победу в эстафете 4 × 100 метров. Будучи студенткой, представляла страну на Всемирной Универсиаде в Пекине, где в беге на 100 метров дошла до полуфинала.
В 2002 году помимо прочего выиграла эстафету 4 × 200 метров на зимнем чемпионате России в Волгограде.
В 2005 году на зимнем чемпионате России в Волгограде вновь заняла первое место в эстафете 4 × 200 метров.
В 2006 году на зимнем чемпионате России в Москве добавила в послужной список ещё одно золото в эстафете 4 × 200 метров.
Завершила спортивную карьеру по окончании сезона 2008 года.
За выдающиеся спортивные достижения удостоена почётного звания «Мастер спорта России международного класса».
Впоследствии работала тренером по лёгкой атлетике в Томском политехническом университете.